# Timothy Snyder
Timothy David Snyder (18 augustus 1969) is een Amerikaans hoogleraar in de geschiedenis. Hij is gespecialiseerd in de Holocaust en Oost-Europa.
Snyder promoveerde aan de Universiteit van Oxford en is als hoogleraar verbonden aan Yale-universiteit. Hij publiceerde een aantal boeken op zijn vakgebied waarvan Bloodlands: Europe Between Hitler and Stalin uit 2010 het bekendst is.
Op 30 maart 2025 raakt bekend dat Timothy Snyder, Marci Shore, en ook fascisme-expert Jason Stanley verhuizen van de VS naar Canada. In een interview met de Duitse nieuwssite Zeit Online zegt Stanley dat zijn verhuis het gevolg is van de politieke ontwikkelingen in de VS. Hij verwijst naar de druk van de Amerikaanse regering op de Columbia-universiteit in New York.

## Bibliografie

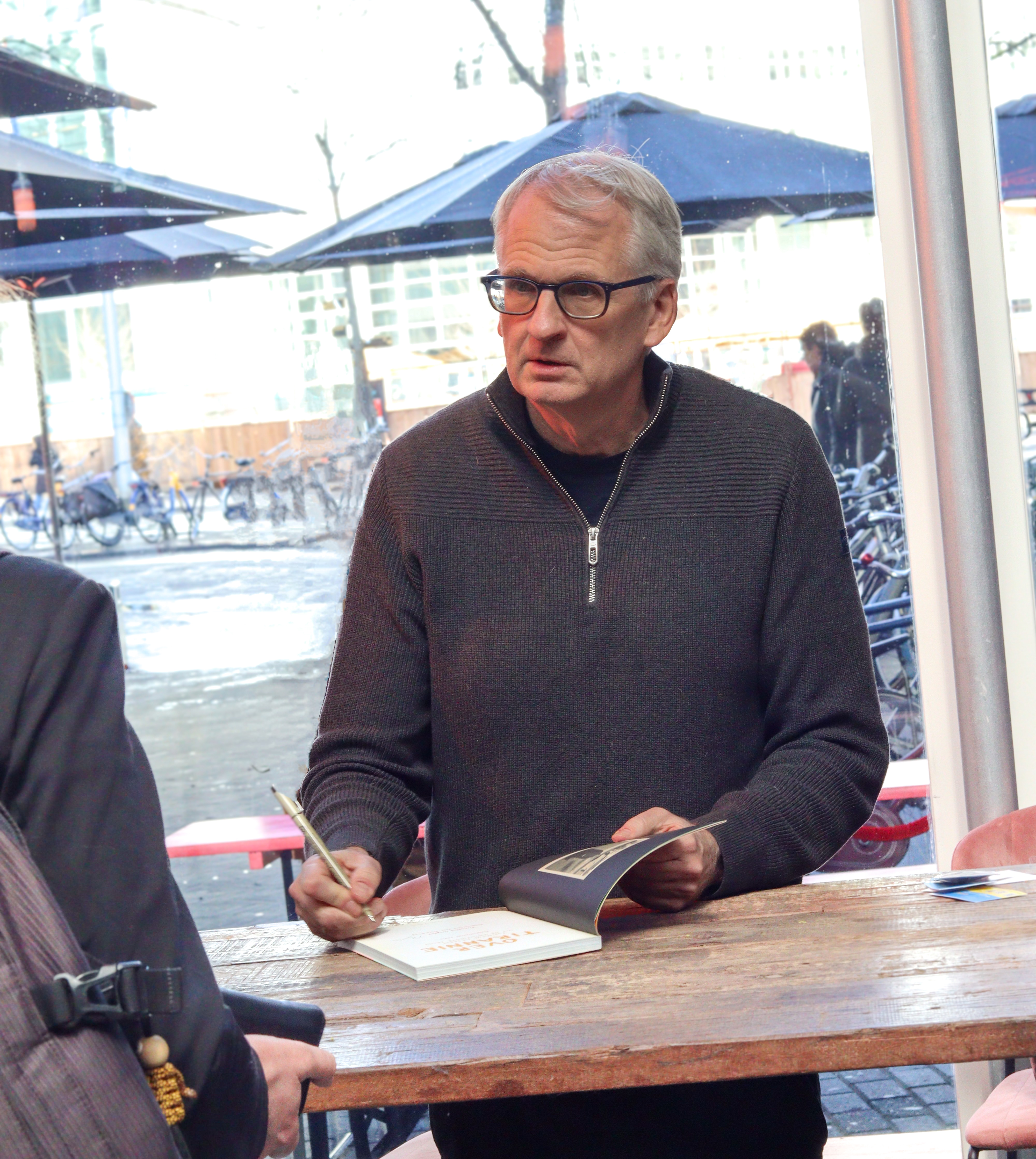
Snyders signeert On Tyranny (2017)
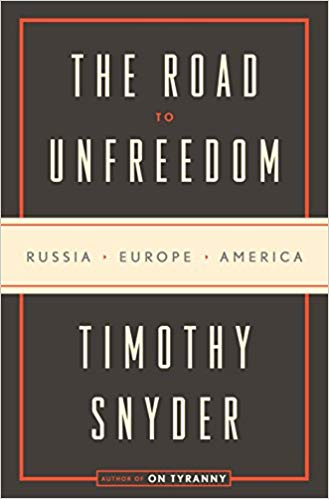
Boekomslag The Road to Unfreedom (2018)
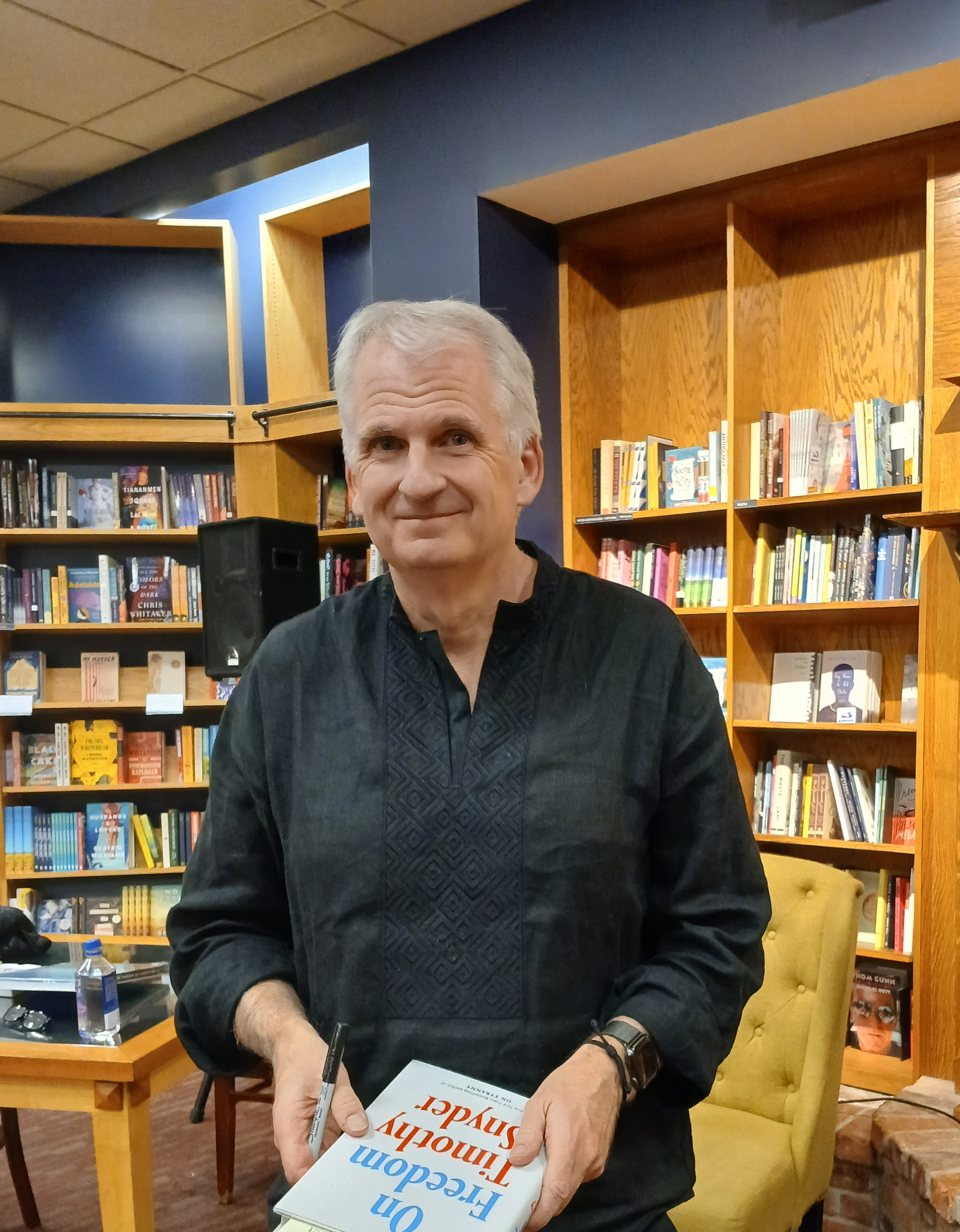
Snyder met On Freedom (2024)